# Orthopygia
Orthopygia is een geslacht van vlinders van de familie snuitmotten (Pyralidae), uit de onderfamilie Pyralinae.

## Soorten
- O. igniflualis Walker, 1859
- O. nannodes Butler, 1879
- O. nitidicilialis Hering, 1901
- O. placens Butler, 1879
- O. repetita Butler, 1887